# Gunsbach
Gunsbach település Franciaországban, Haut-Rhin megyében. Lakosainak száma 864 fő (2022. január 1.). Gunsbach Wihr-au-Val, Griesbach-au-Val, Munster, Luttenbach-près-Munster, Orbey és Hohrod községekkel határos.

## Népesség
A település népességének változása:
| Lakosok száma | 945  | 937  | 907  | 892  | 889  | 880  | 872  | 864  |
|               | 2013 | 2015 | 2017 | 2018 | 2019 | 2020 | 2021 | 2022 |